# Jeux du Canada d'hiver de 1967

Logo

Les Jeux du Canada d'hiver de 1967 sont des compétitions de sports d'hiver qui ont opposé les provinces et les territoires du Canada en 1967.
Les Jeux du Canada ont été présentés pour la première fois en 1967 et ont alors eu lieu dans la Ville de Québec au Québec du 11 février au 19 février 1967.

## Tableau des médailles
| Province                  | Or | Argent | Bronze | Total |
| ------------------------- | -- | ------ | ------ | ----- |
| Alberta                   | 8  | 8      | 10     | 26    |
| Colombie-Britannique      | 6  | 15     | 9      | 30    |
| Manitoba                  | 6  | 6      | 10     | 22    |
| Île du Prince-Édouard     | 0  | 0      | 0      | 0     |
| Nouveau-Brunswick         | 0  | 1      | 0      | 1     |
| Nouvelle-Écosse           | 1  | 1      | 2      | 4     |
| Ontario                   | 21 | 21     | 11     | 53    |
| Québec                    | 16 | 7      | 15     | 38    |
| Terre-Neuve-et-Labrador   | 0  | 1      | 0      | 1     |
| Territoires du Nord-Ouest | 1  | 2      | 1      | 4     |
| Saskatchewan              | 3  | 0      | 4      | 7     |
| Yukon                     | 0  | 0      | 0      | 0     |